# Biskopshuset i Göteborg

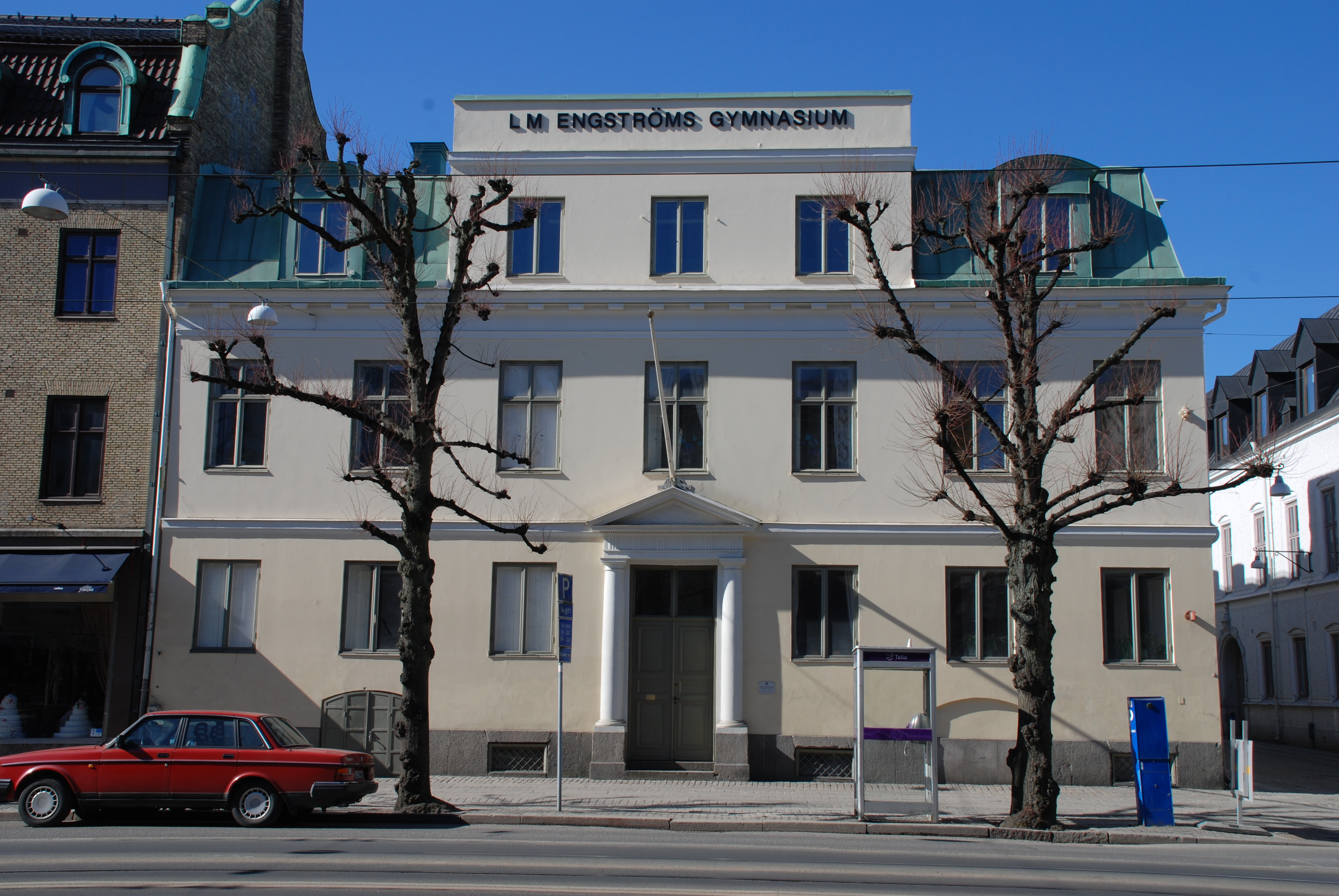
Biskopshuset i Göteborg

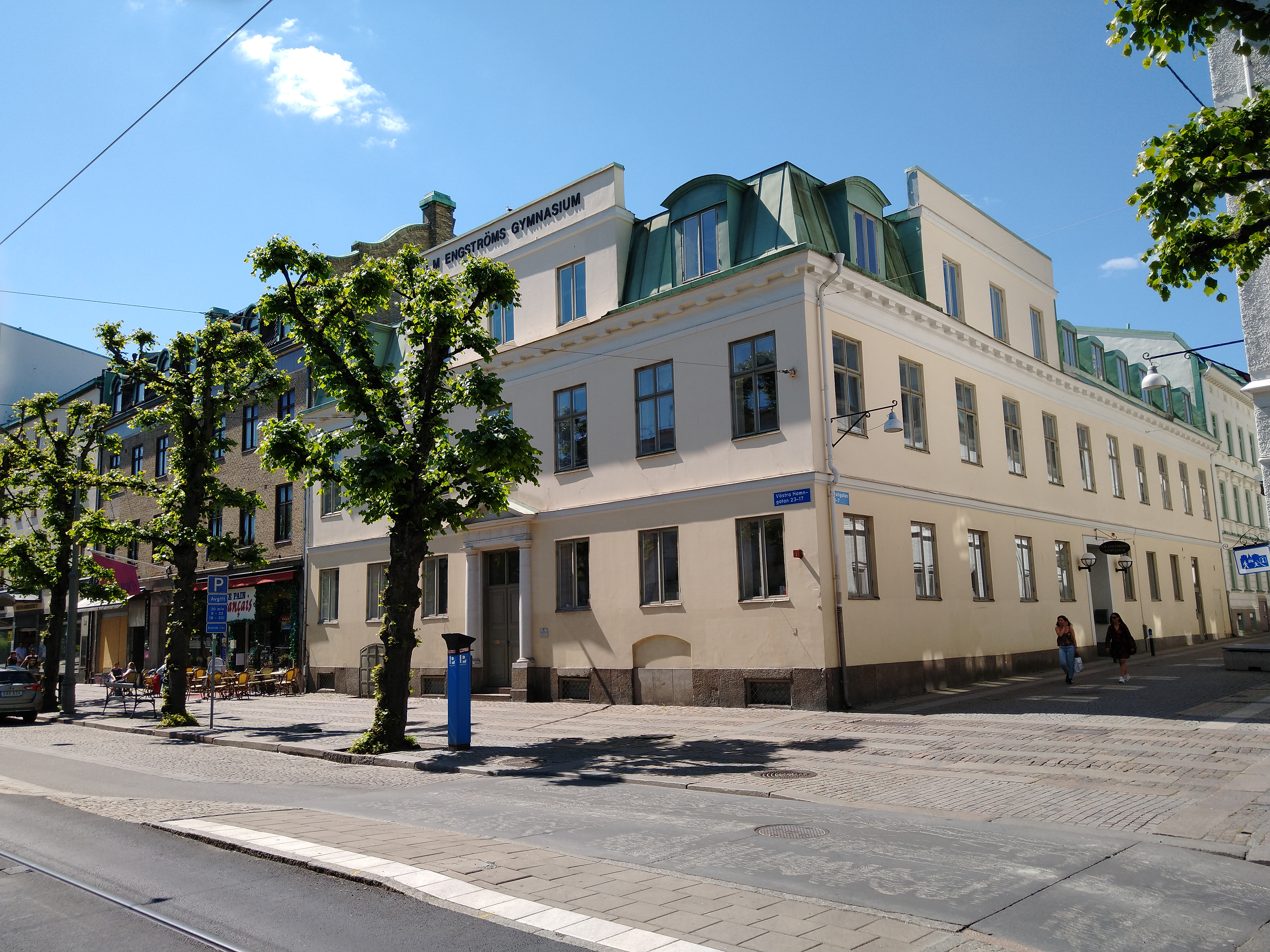

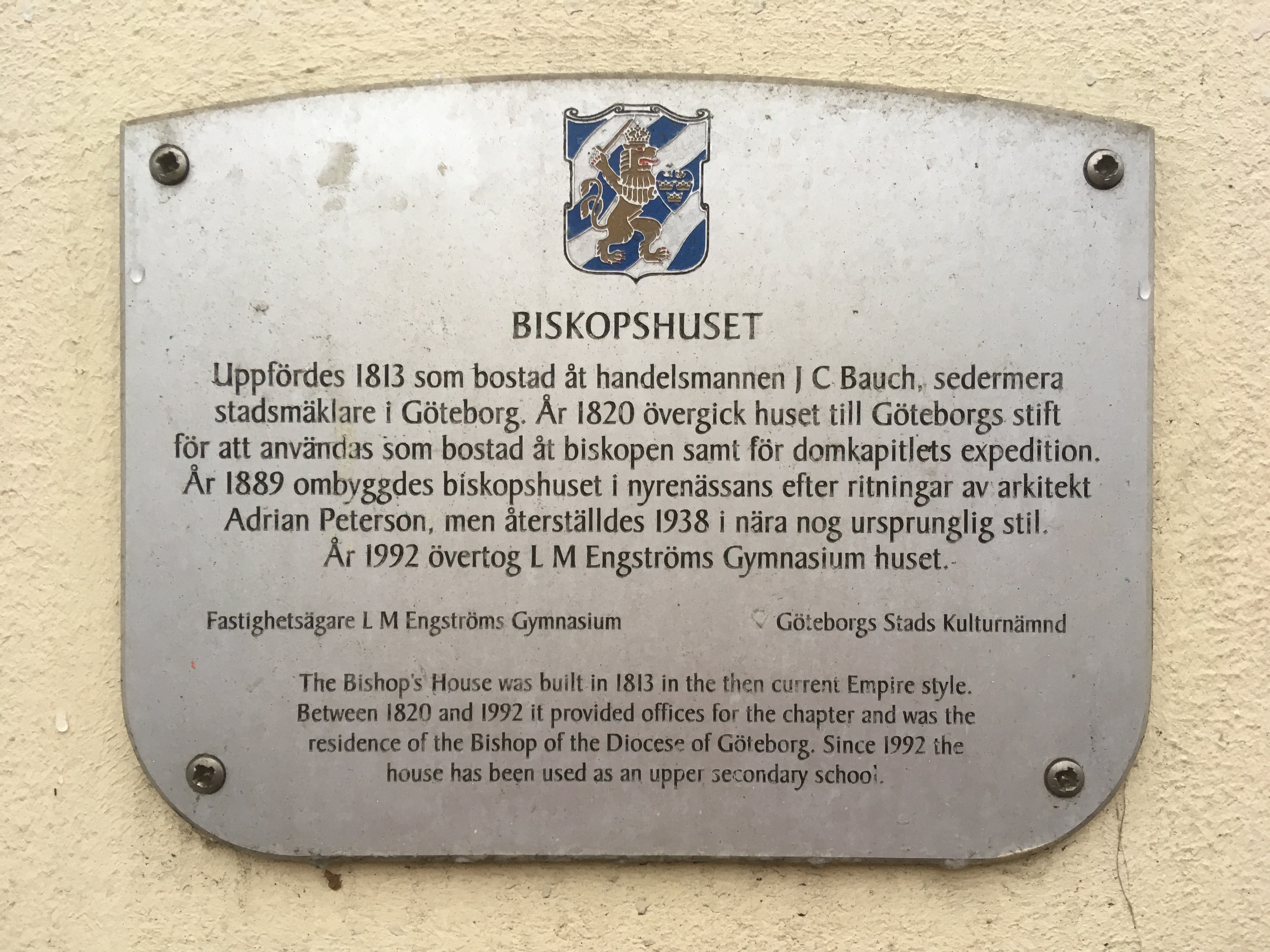
Skylt på väggen av biskopshuset

Biskopshuset är en byggnad i Göteborg som ligger på Västra Hamngatan 17, med ingång även från Vallgatan 11. Huset byggdes 1812 åt handelsmannen Johan Christian Bauch. Från 1820 utgjorde huset Göteborgs stifts biskopsgård, alltså biskopens tjänstebostad, och rymde även kontor för delar av stiftets administration inklusive domkapitlet. Den första biskopen i huset var Carl Fredrik af Wingård. Det renoverades 1889, då en vindsvåning byggdes på. I salongen finns den franska panoramatapeten "Stilla oceanens vildar" med motiv från James Cooks landstigning på Tahiti 1779, som länge varit övertäckt men plockades fram vid en renovering 1929. Exteriören renoverades i slutet av 1930-talet och vindsvåningen inreddes på 1950-talet. Efter att biskop Bertil Gärtner valt att flytta till en annan bostad och fått regeringens tillstånd att göra så 1988, och likaså domkapitlet flyttat från biskopshuset 1990, såldes huset. Det inhyser nu LM Engströms gymnasium.